# Katalepsy
Katalepsy (vom englischen Wort catalepsy, deutsch: Katalepsie) ist eine russische Brutal- und Slam-Death-Metal-Band aus Moskau, die im Jahr 2003 gegründet wurde.

## Geschichte
Die Band wurde im Jahr 2003 gegründet. Nach den ersten Auftritten im Herbst 2004 nahm die Band ein erstes Demo namens Femicide auf, das auf einer Split-Veröffentlichung erschien. Auf dem Tonträger waren neben Katalepsy noch Barbarity, Smersh und Posthumous Blasphemer zu hören. Während des Jahres 2006 ereigneten sich mehrere Besetzungswechsel. Währenddessen hielt die Gruppe weiter Auftritte ab und schrieb an neuen Liedern. Gegen Ende des Jahres begab sich die Gruppe in das Z-Studio, um ihr Debütalbum Musick Brings Injuries aufzunehmen. Aufgrund von Aufnahmeproblemen wurden die letzten Songs des Albums im Zvuk I Golos Studio aufgenommen. Das Album erschien Anfang 2007 bei SoulFlesh Collector Records. Der Veröffentlichung folgten diverse Auftritte, unter anderem zusammen mit Suffocation in Moskau. Außerdem ging die Band zusammen mit Gruppen wie Jig-Ai und Mucopus auf Tour. Ende 2007 begab sich die Band erneut in das Z-Studio, um vier neue Lieder für eine Split-Veröffentlichung namens Triumph of Evilution aufzunehmen, auf der zudem auch Fleshrot und Blunt Force Trauma zu hören waren. Der Tonträger erschien im Mai 2008 und wurde von den drei Labels Grindethic Records, Pathologically Explicit Records und SoulFlesh Collector Records vertrieben. Der Veröffentlichung folgten zwei Touren sowie ein Auftritt auf dem Mountain of Death Fest in der Schweiz. Im Jahr 2009 folgten diverse Europatourneen, eine Tour durch den Fernen Osten, eine weitere durch Belarus sowie eine Tour durch Zentralrussland. Außerdem spielte die Gruppe auf dem deutschen Death Fest Open Air. In den folgenden Jahren schlossen sich weitere Konzerte sowie Besetzungswechsel an, sodass die Band im Jahr 2012 aus dem Sänger Igor Filimontsev, den Gitarristen Dmitry und Anton Garasiev, dem Bassisten Anatoly Shishilov und dem Schlagzeuger Evgeny Novikov bestand. Im Jahr 2013 erschien über SoulFlesh Collector Records das nächste Album Autopsychosis. In den USA erschien der Tonträger bei Unique Leader Records. Im selben Jahr spielte die Band unter anderem auch auf dem Berlin Deathfest.

## Stil
Laut Facebook-Profil wurde die Gruppe anfangs durch Bands wie Suffocation, Cannibal Corpse, Nile und Disgorge beeinflusst. Evan Mugford von metal-observer.com ordnete Autopsychosis dem Slam- und Brutal-Death Metal zu, wobei die Slam-Anteile im Vergleich zum Vorgänger deutlich zugenommen hätten. In den mittelschnellen Geschwindigkeitspassagen erinnere die Gruppe an Pathology und Devourment. Die in den Liedern verwendeten Growls seien sehr tief. Cameron Ervin von metal-temple.com erinnerte der Gesang an den von Devourment.

## Galerie

Katalepsy, Besetzung live auf dem Party.San 2016
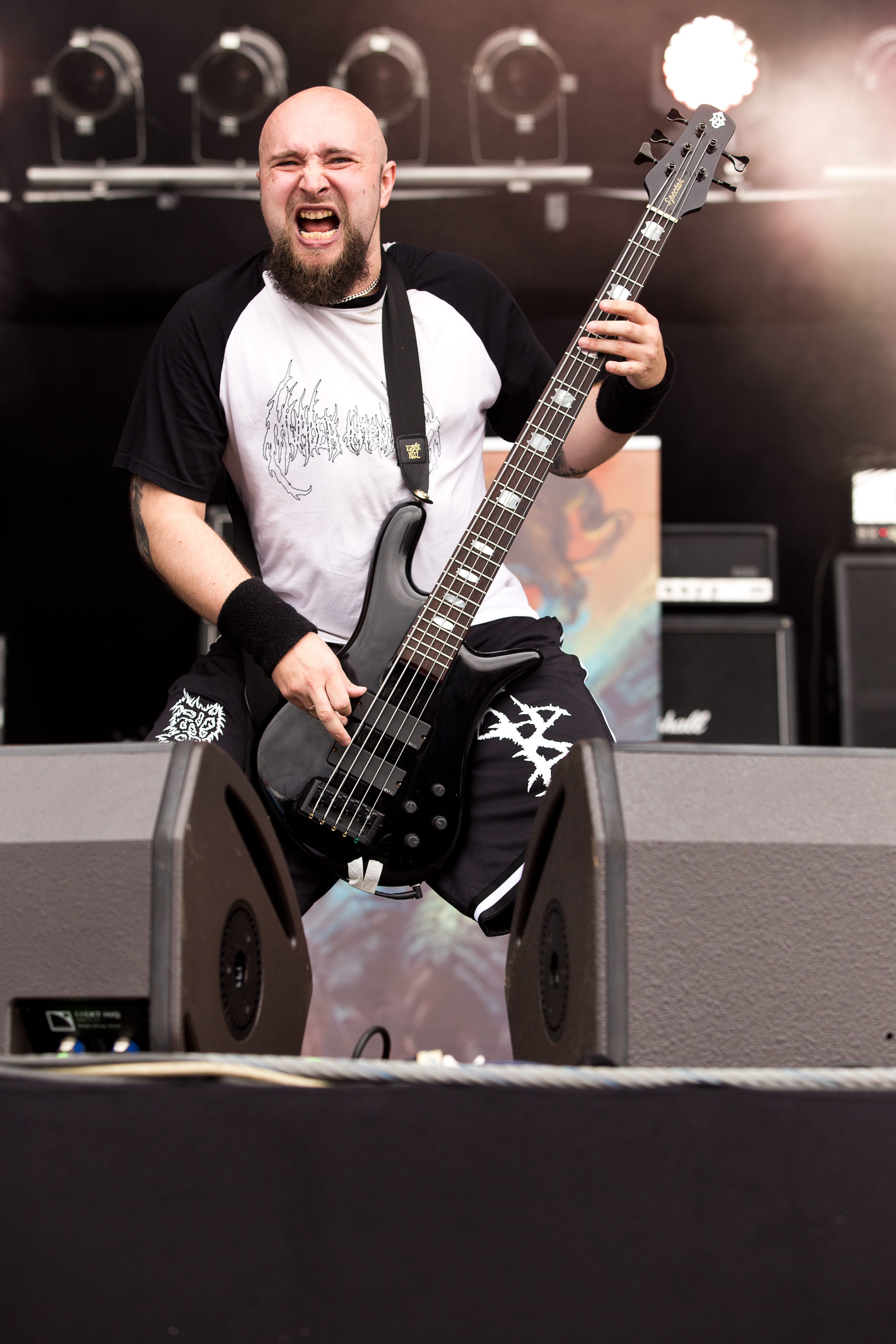
Anatoly Shishilov
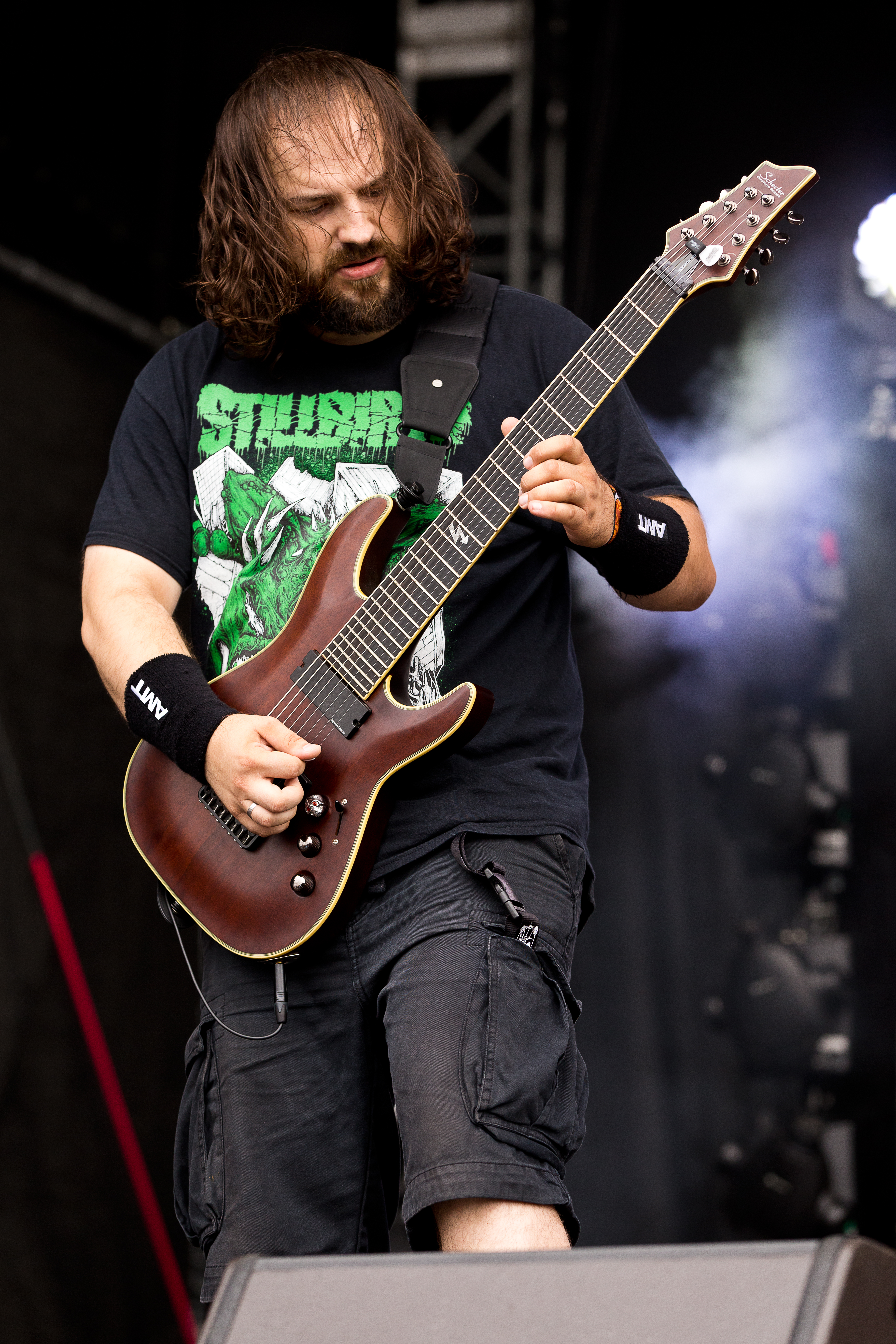
Anton Garasiev
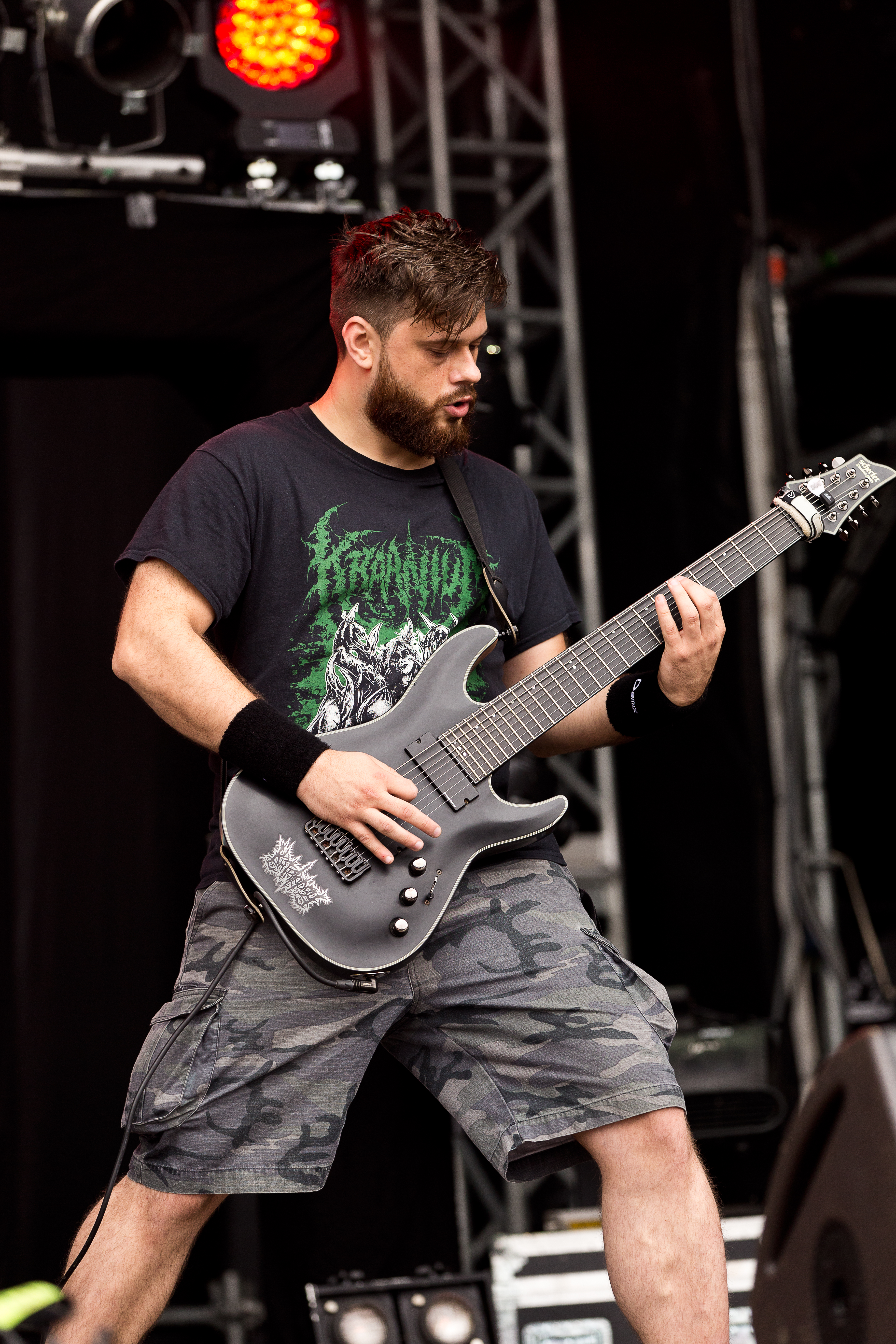
Dmitry Dedov
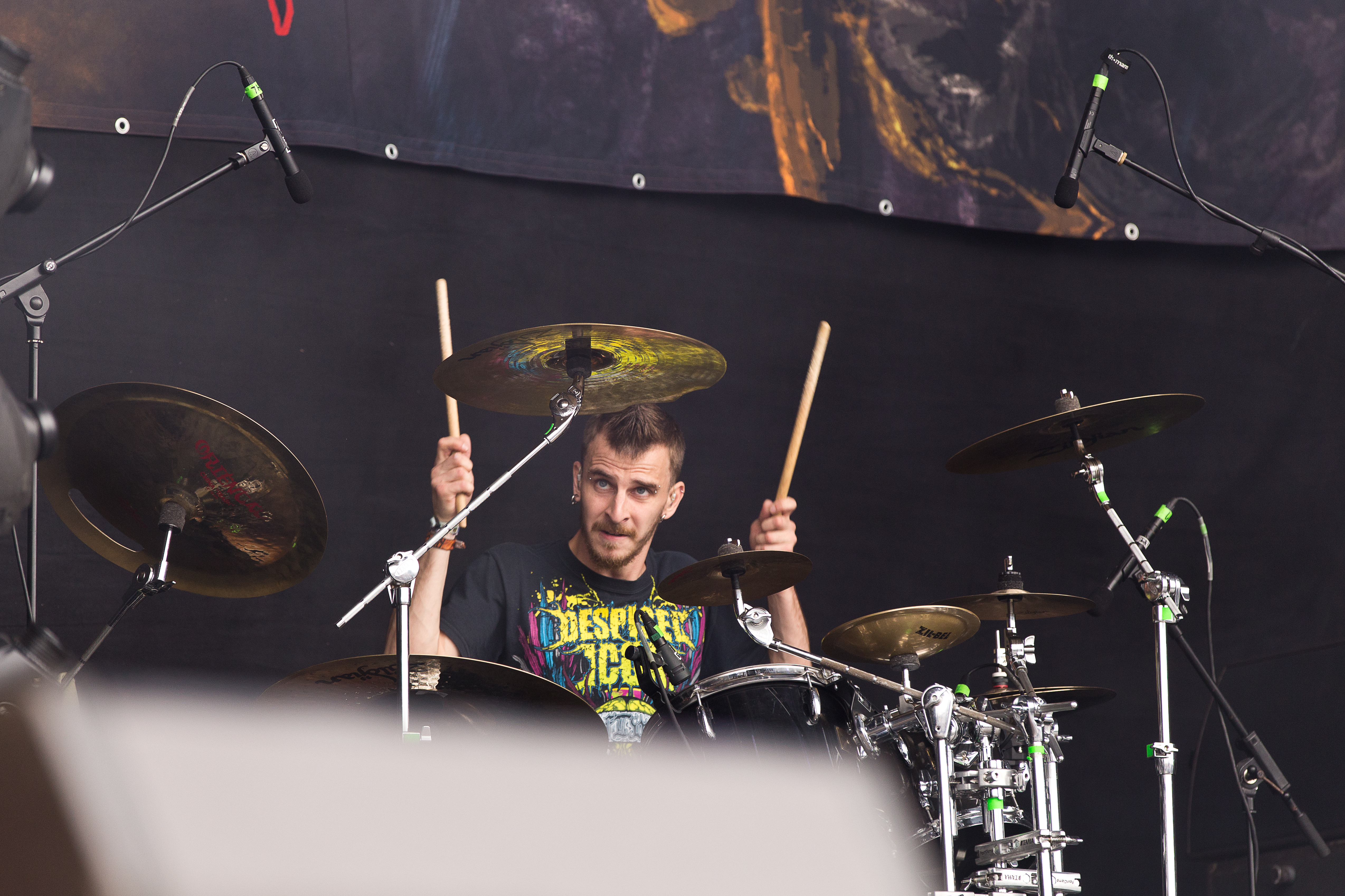
Evgeny Novikov
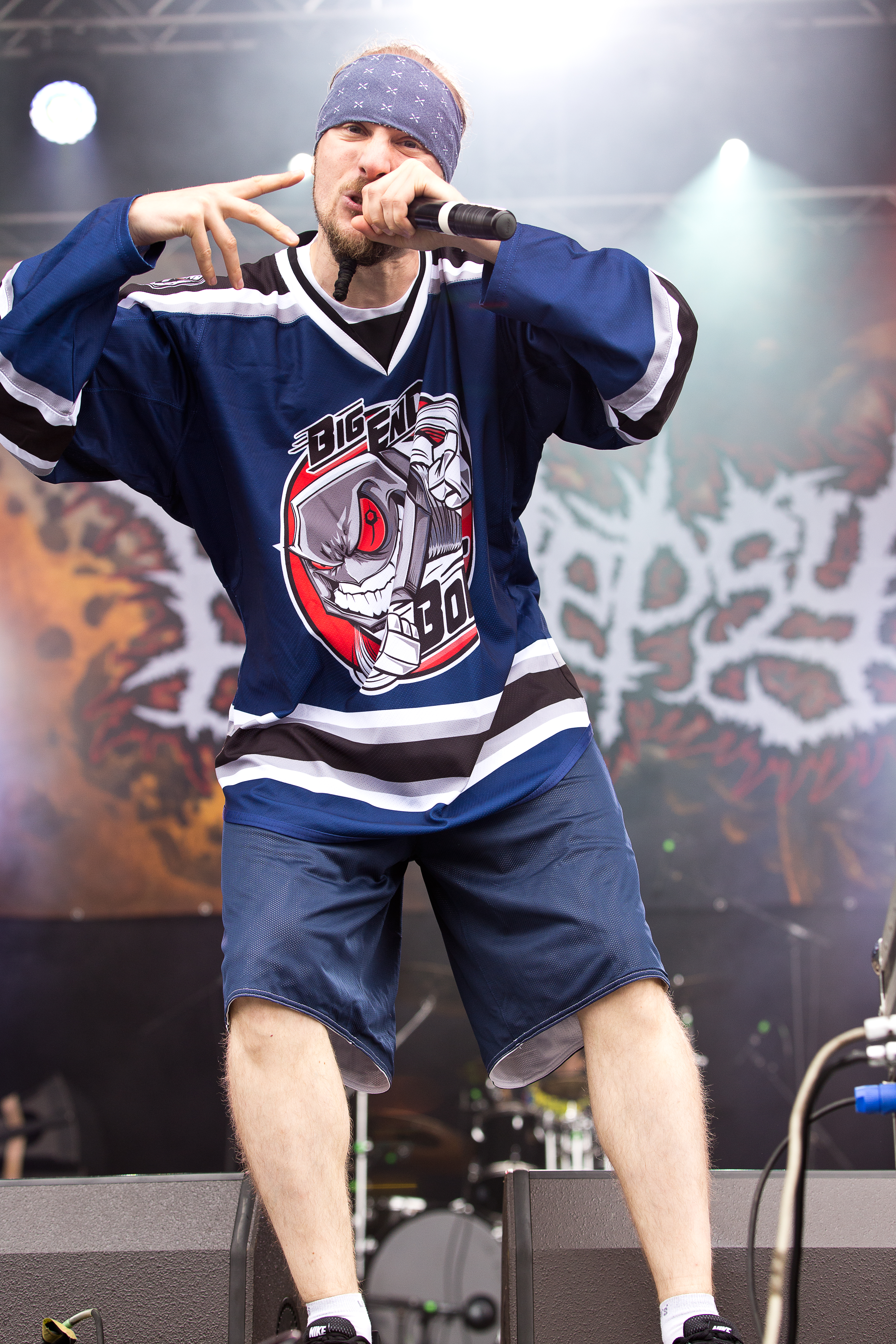
Igor Filimontsev

## Diskografie
- 2004: Barbarity / Katalepsy / Smersh / Posthumous Blasphemer (Split mit Barbarity, Smersh und Posthumous Blasphemer, More Hate Productions)
- 2007: Musick Brings Injuries  (Album, SoulFlesh Collector Records)
- 2008: Triumph of Evilution  (Split mit Fleshrot und Blunt Force Trauma, Grindethic Records/Pathologically Explicit Records/SoulFlesh Collector Records)
- 2010: Your Fear Is Our Inhabitancy (Demo, Eigenveröffentlichung)
- 2013: Autopsychosis  (Album, SoulFlesh Collector Records)
- 2015: Musick of Evilution (Kompilation, Lord of the Sick Recordings
- 2016: Gravenous Hour (Album, Unique Leader Records))
- 2020: Terra Mortuus Est (Album, Unique Leader Records)